# Dicliptera chinensis
Dicliptera chinensis es una especie de planta floral del género Dicliptera, familia Acanthaceae. Fue descripta por Juss.
Es nativa de Afganistán, Assam, Bangladés, Camboya, Centro-sur de China, Sudeste de China (Hainan), India, Laos, Birmania, islas Ryūkyū, Pakistán, Taiwán, Tailandia y Vietnam. Especie introducida en Hawái.

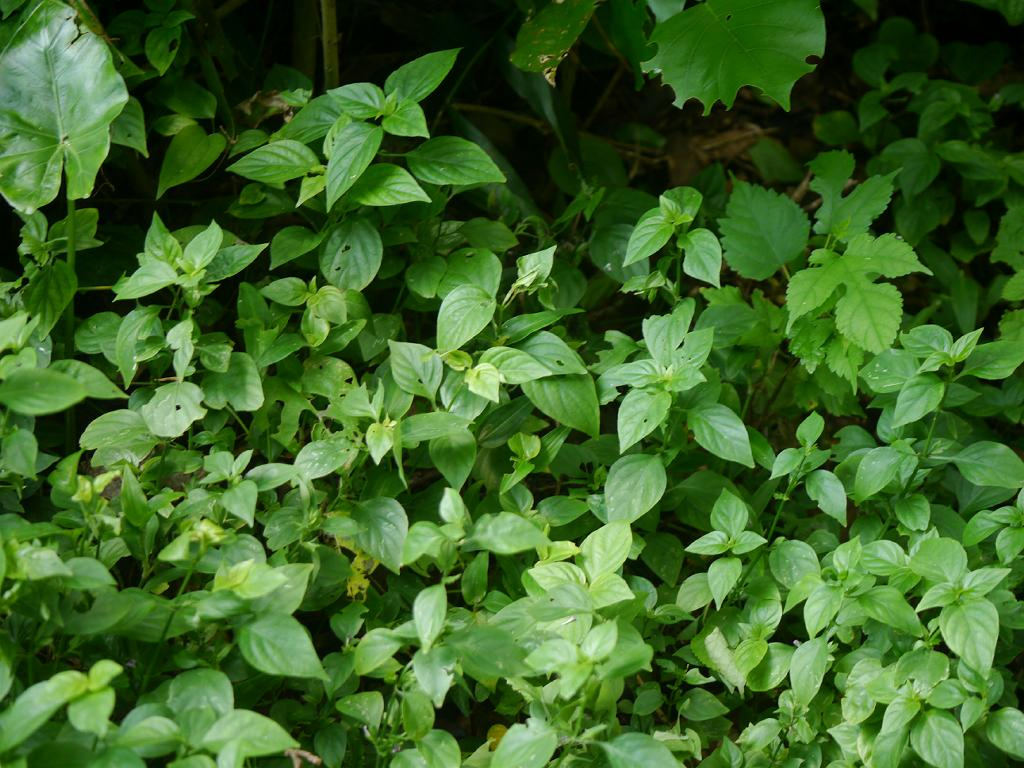
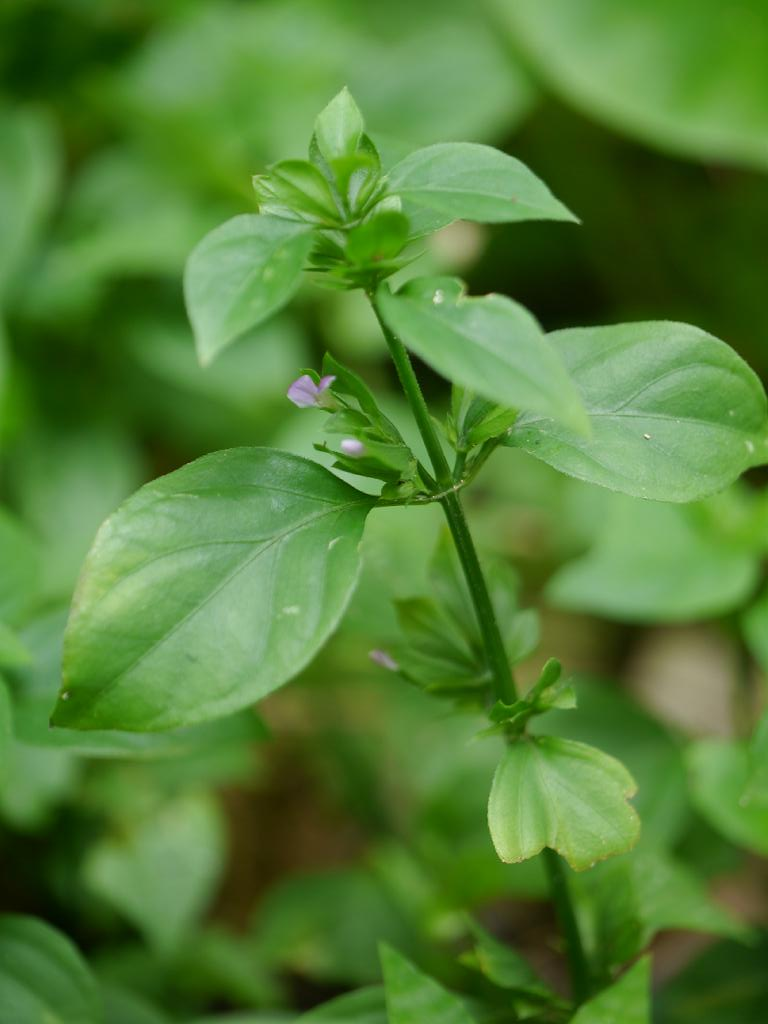
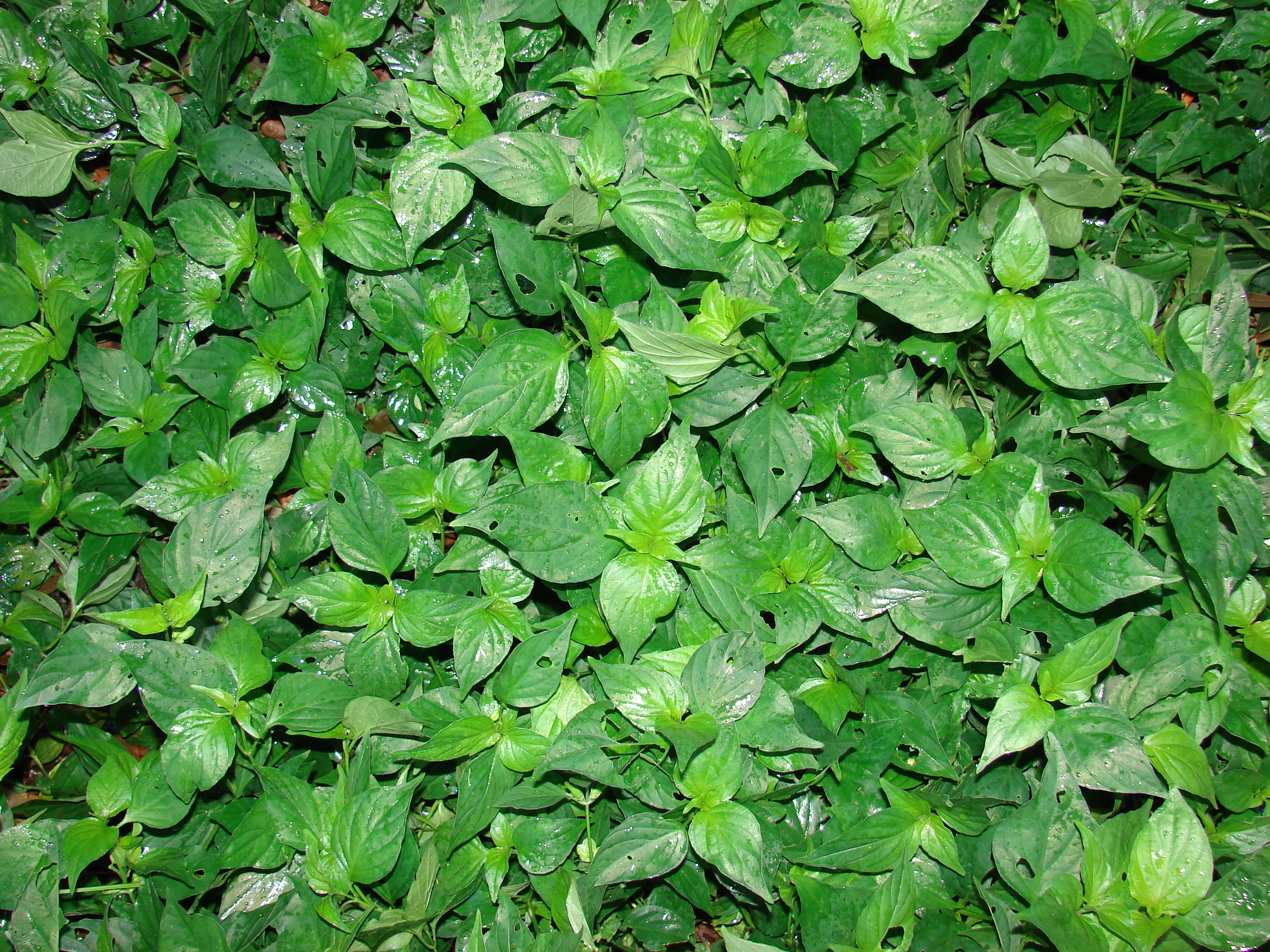
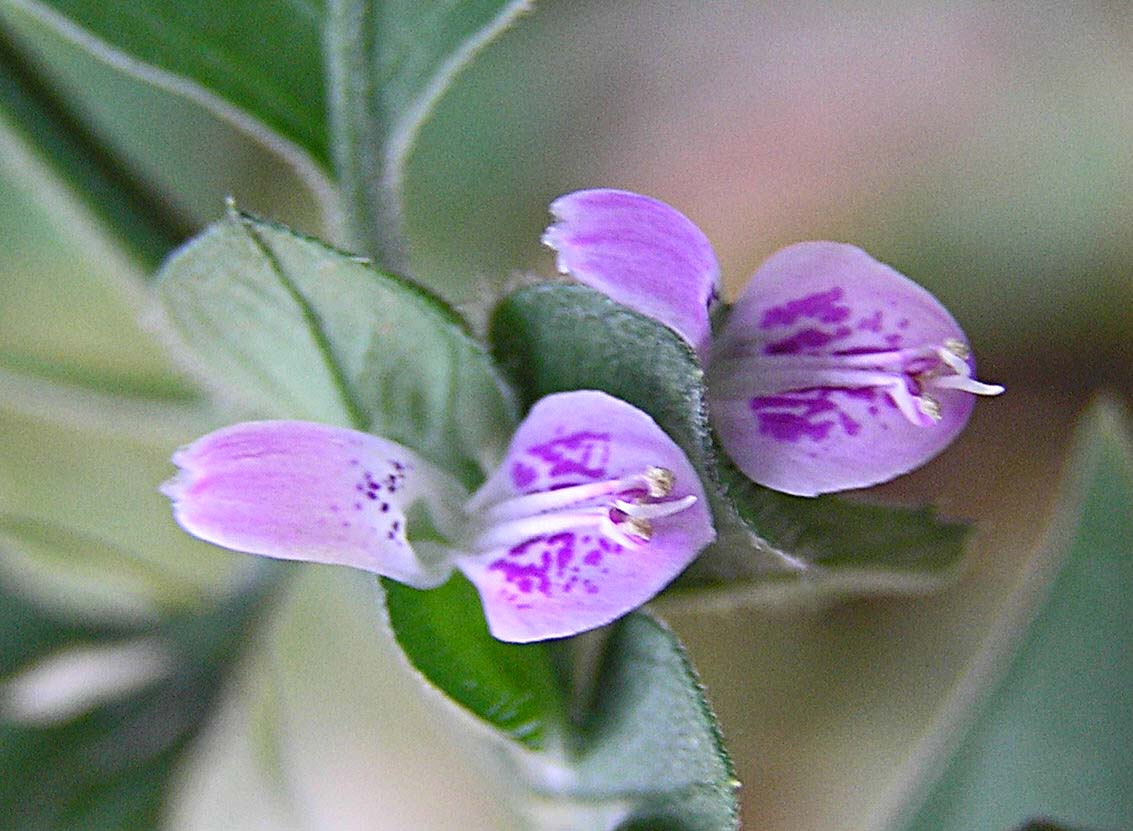